# ماروندری
ماروندری (به لاتین: Marondry) یک منطقهٔ مسکونی در ماداگاسکار است که در آنالامانگا واقع شده‌است. ماروندری ۱۰٬۱۱۰ نفر جمعیت دارد.